# Callevopsis striata
Callevopsis striata là một chi đơn loài nhện trong họ Amaurobiidae. Chúng được Albert Tullgren miêu tả năm 1902, và chỉ được tìm thấy ở Chile và Argentina.